# 伯德冰川

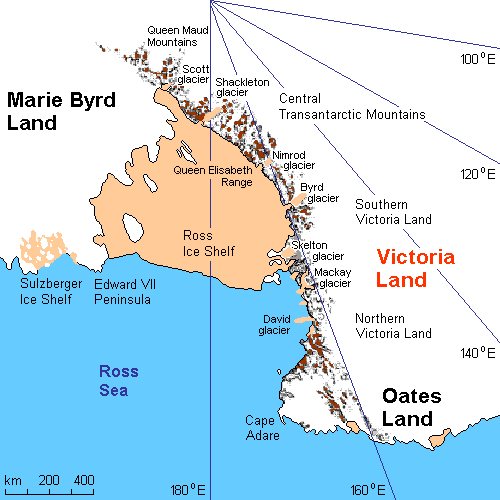

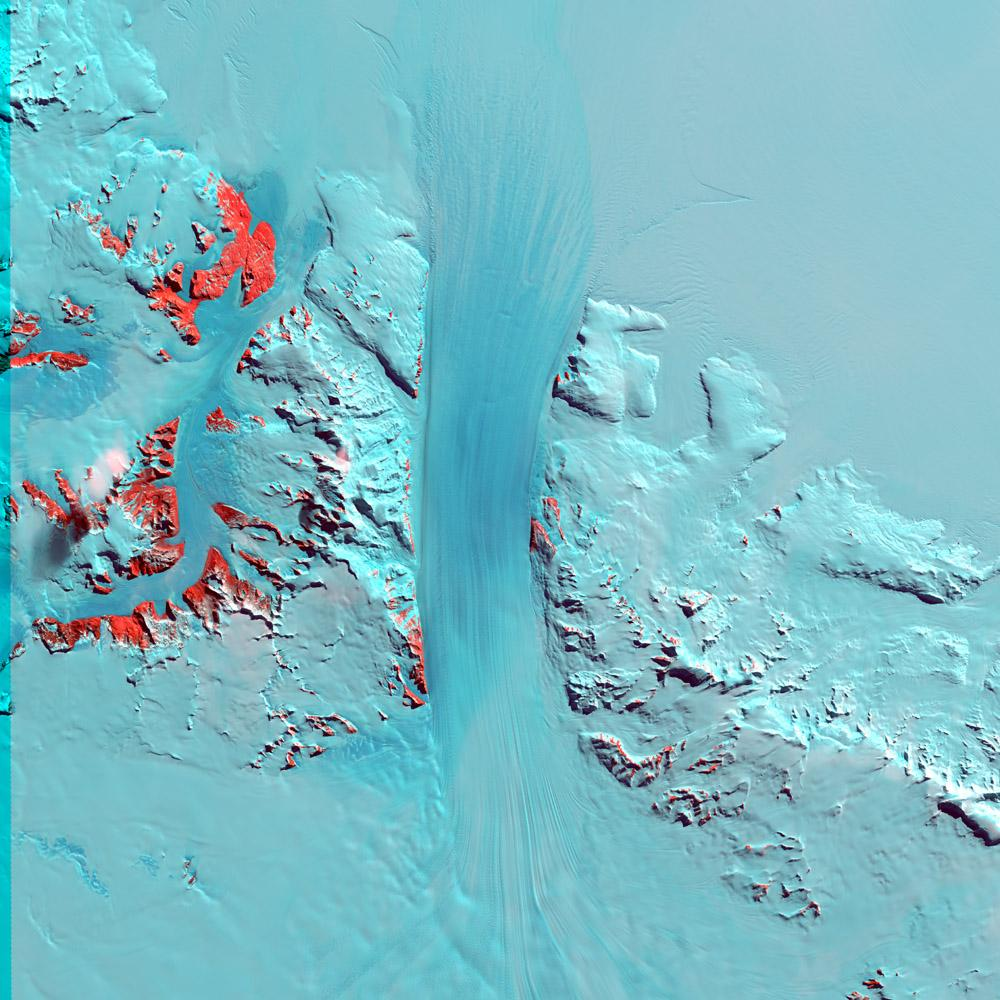

伯德冰川（英語：Byrd Glacier）是南極洲的冰川，長136公里、寬24公里，流經不列顛嶺和邱吉爾山脈之間，最終注入羅斯冰架，該冰川以美國海軍將領命名。
80°20′S 159°00′E / 80.333°S 159.000°E